# 荣事达

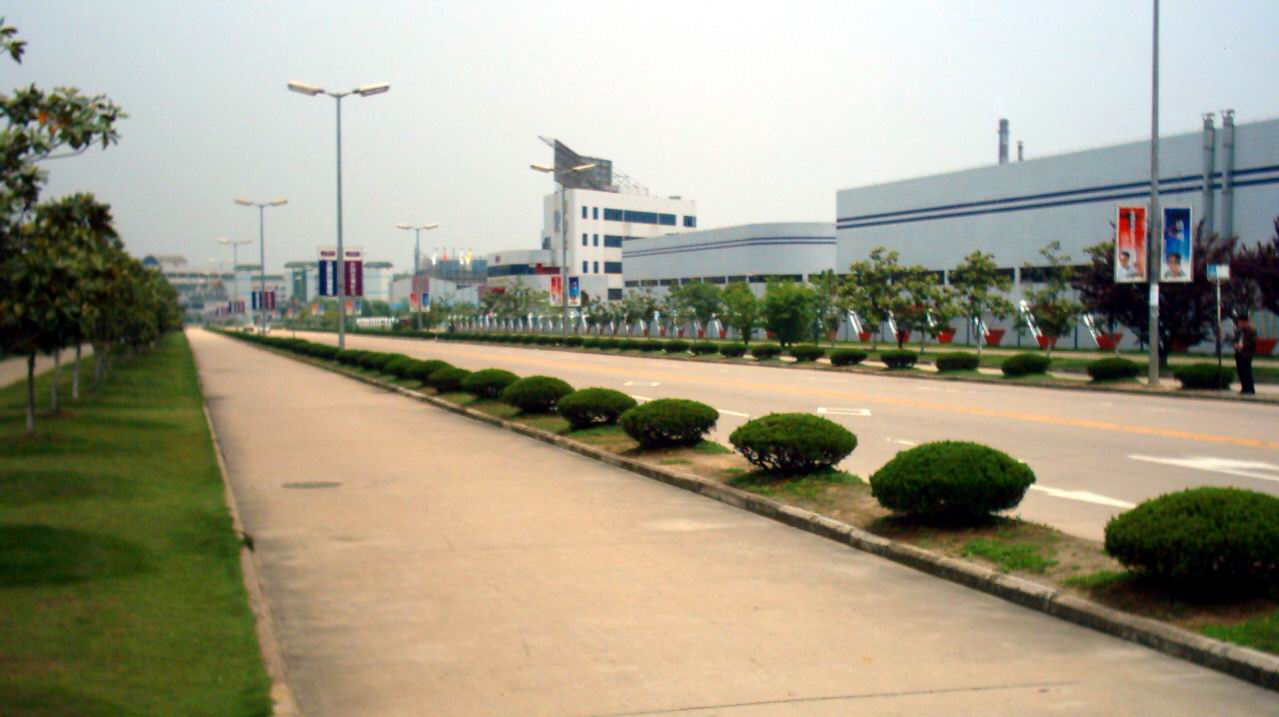
合肥高新区的荣事达旧厂

荣事达（英語：Royalstar）是一家总部位于中国合肥的家电品牌，隶属于荣电集团。
荣事达的前身是于1954年成立的“西市区五金翻砂生产组”。“荣事达”商标于1993年8月21日由合肥荣事达洗衣机总厂在中国国家商标局正式注册。从1995年起，它连续4年成为中国大陸洗衣机市场上销量最高的品牌。1998年，荣事达开始生产冰箱。洗衣机和冰箱成为了荣事达全盛时期的主要产品。
进入21世纪，荣事达几经沉浮，逐渐失去了原先在中国大陸白色家电领域所拥有的地位。作为公司实体的国有企业荣事达集团已于2011年清算注销，但通过授权，目前仍有多家公司拥有使用荣事达品牌及商标的权利。
中国家电网在2018年8月的一篇报道中称，几经卖身后，荣事达品牌已名存实亡。

## 批评与争议
2016年5月12日，阿里巴巴宣布启动“净网行动”，荣事达旗下的小家电商品由于品質问题被阿里处以“全网清退”的处罚，被禁止在淘宝、天猫、1688等阿里旗下电商平台继续销售。
“荣事达”的品牌授权被指较为混乱，其生产的电磁炉、电饭锅、电热水壶等小家电多次被列入品質黑榜。